# مركندورف
مركندورف (فرانكن) (بالألمانية: Merkendorf, Bavaria) هي مدينة و بلدة ألمانية تقع في ألمانيا في فرانكونيا الوسطى.